# Route I/74 (Slovaquie)
Pour les articles homonymes, voir I74 et Route 74.
La I/74 (en slovaque : cesta I. triedy 74) est une route slovaque de première catégorie reliant Strážske à la frontière ukrainienne. Elle mesure 61 km.

## Tracé
- Région de Košice
  - Strážske
- Région de Prešov
  - Brekov
  - Hažín nad Cirochou
  - Kamenica nad Cirochou
  - Dlhé nad Cirochou
  - Belá nad Cirochou
  - Snina
  - Stakčín
  - Kolonica
  - Ladomirov
  - Ubľa
- Ukraine Н 13